# ホテル ラ・スイート神戸ハーバーランド

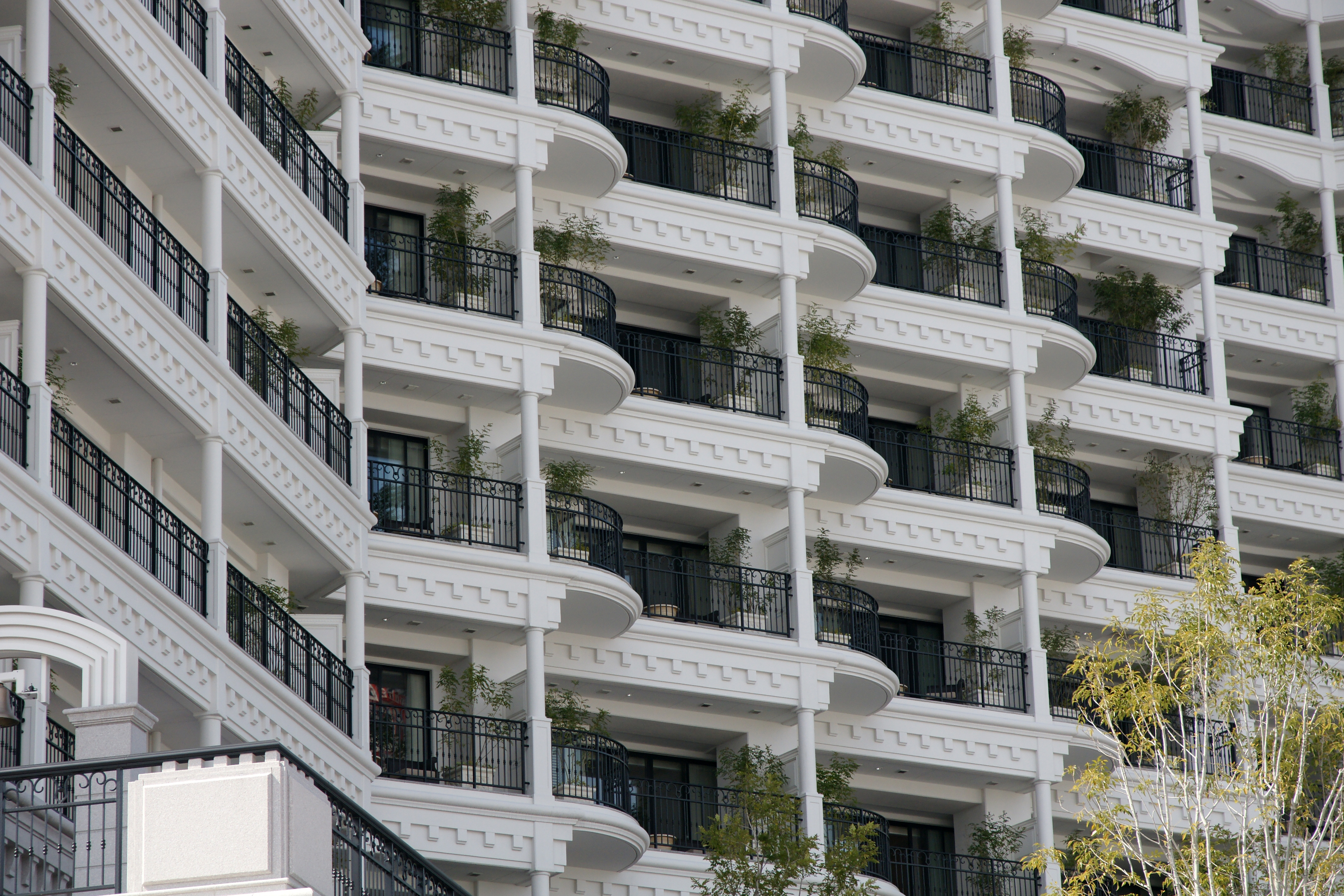
客室のテラス

ホテル ラ・スイート神戸ハーバーランド (ホテル・ラ・スイートこうべハーバーランド、英: HOTEL LA SUITE KOBE HARBORLAND) は、兵庫県神戸市中央区波止場町にあるスモールラグジュアリーホテル。かもめりあの西側、かつて存在した神戸港国産波止場 - 弁天埠頭間の埋立箇所に位置する。

## 概要
株式会社ラスイートが運営するスモールラグジュアリーホテル。総支配人に第1回メートル・ド・テルコンクール（1996年）優勝者である檜山和司を迎え、2008年11月1日にグランドオープンした。
2010年（平成22年）5月、イギリスに本部を置くスモール・ラグジュアリー・ホテルズ・オブ・ザ・ワールド（SLH）の加盟ホテルに、日本のホテルで初めて認定された。
2015年（平成27年）12月、ホテル ラ・スイート神戸ハーバーランドの別邸として、コンベンションホールのラ・スイート神戸オーシャンズガーデンが神戸港新港第1突堤にオープンした。

## 特徴
神戸市が推進する都心ウォーターフロント事業の中核をなす国際ホテルとして、神戸市のコンペティションにより選ばれ、2008年11月に開業。
全客室が面積70平方以上およびオーシャンビューのテラス付きである。また、全室にJAXSON製の大型ジャグジーを備えている。
加えて神戸牛や明石鯛など、兵庫・五国の食材を使用した「キュイジーヌ・テロワール（地産地消）」をコンセプトに、地元兵庫県産の素材を使用した料理を提供している。館内にはレストランやラウンジ＆バーの他に、女性専用のエステティックサロンもある。

## 施設

### 宿泊施設
客室 70室
- ラ・レーヌ スイート
- ル・ロワ スイート
- グレース スイート
- プレミア ガーデン

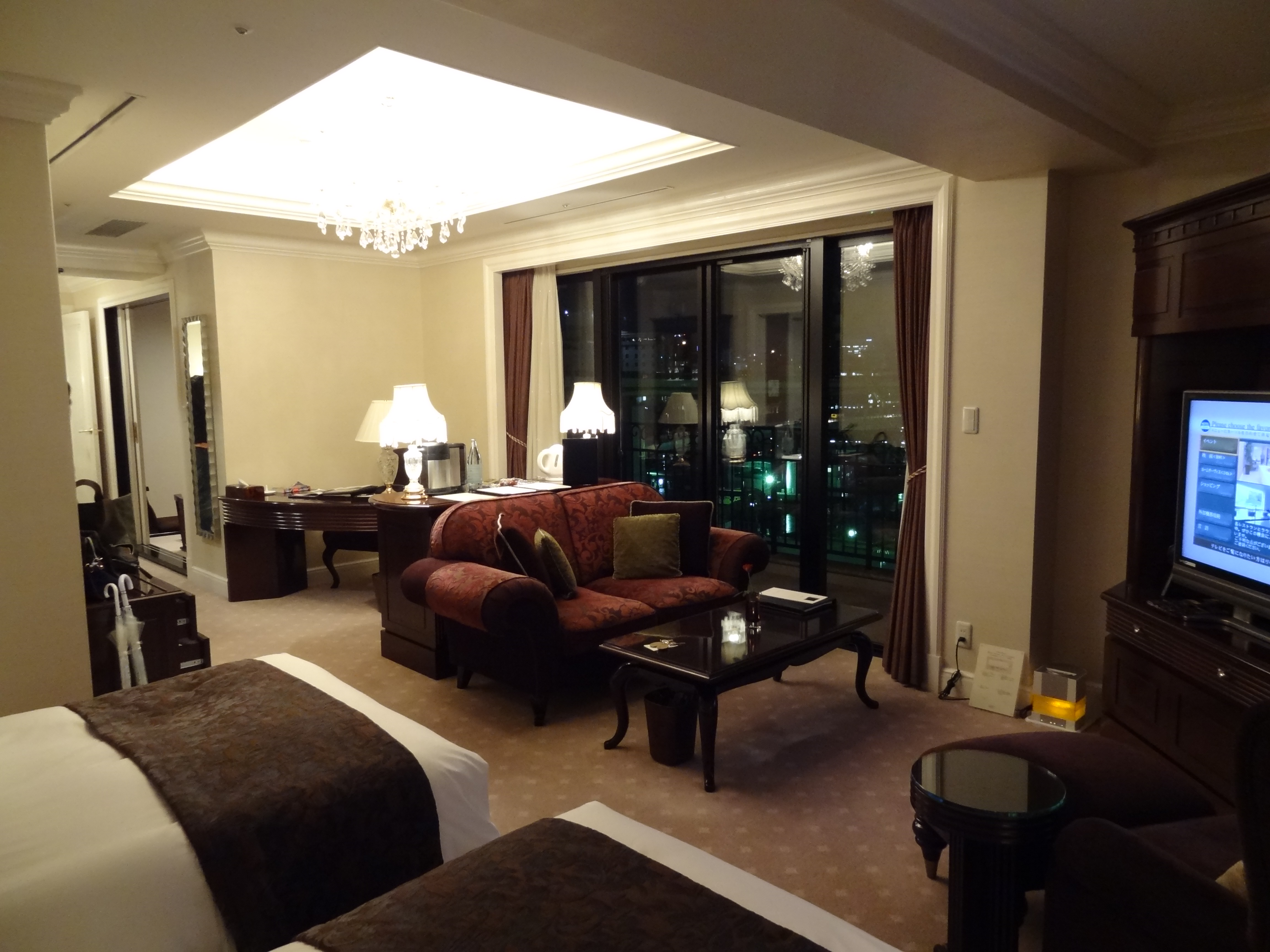
エグゼクティブ デラックス
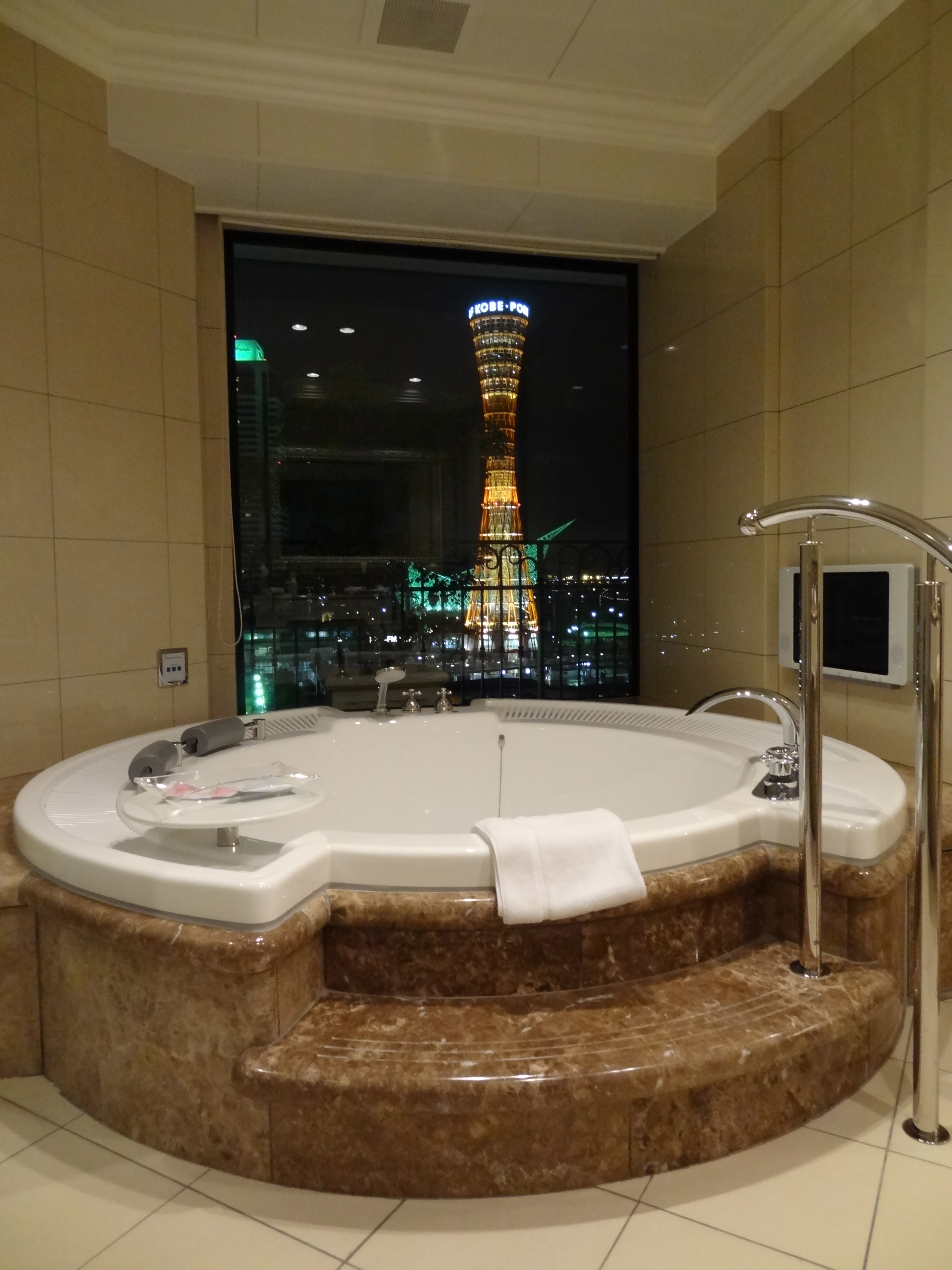
エグゼクティブ スーペリア
- エグゼクティブ モデレート
- ラグジュアリー デラックス
- ラグジュアリー スーペリア
- ラグジュアリー モデレート

- エグゼクティブ デラックス
- バスルーム（エグゼクティブ デラックス）

### レストラン＆バー
- 「レストラン ル・クール神戸」
- 「鉄板焼 心」
- 「ラウンジ＆バー グラン・ブルー」

### 宴会施設
- フローラ（141平方メートル）
- ローズ（73平方メートル）
- オルタンシア（68平方メートル）
「ローズ」および「オルタンシア」は、「フローラ」を2分割した宴会場
- プレジール（82平方メートル）
- ガーデンテラス（376平方メートル）
フローラもしくはプレジールとの併用で使用可
- プライベートパーティールーム 4室（76平方メートル／59平方メートル）

### スパ＆エステティック
- 「スパ＆エステティック ラ・シェール」（女性専用）

### 結婚式場
チャペル、披露宴会場、ガーデンテラス

## 交通アクセス
- 神戸市営地下鉄海岸線「みなと元町駅」（徒歩約4分）
- JR神戸線「神戸駅」（徒歩約10分）
- JR神戸線・阪神本線・阪神神戸高速線「元町駅」（徒歩約15分）